# 王立婦人空軍
王立婦人空軍 (おうりつふじんくうぐん、Women's Royal Air Force、WRAF) とは、イギリス空軍 (RAF) の女性部隊。

## 沿革
王立婦人空軍が存在した時期は二期あり、1918年から1920年にかけてと、第二次世界大戦後の1949年から1994年にかけてであった。
1918年、イギリス空軍は、女性部隊として王立婦人空軍 (Women's Royal Air Force) を設立した。当初は、第一次世界大戦中に男性兵士を補助するために整備士として奉仕していたが、やがて操縦士としても任務に着いた。第一次世界大戦終戦にともない、解散した。この時期の兵士にはグラディス・パワーズ、フローレンス・グリーンなどがいる。
第二次世界大戦時は、1939年に組織された婦人補助空軍（Women's Auxiliary Air Force,WAAF）が活躍した。
第二次世界大戦後の1949年2月1日に王立婦人空軍の名称が復活し、婦人補助空軍は王立婦人空軍 (WRAF) として再組織され、1994年まで存続した。
また、一部の兵士は王立婦人陸軍 (Women's Royal Army Corps) としても任務に着いた。

## 司令官
- ガートルード・クロフォード (Gertrude Crawford), 1918
- ヴァイオレット・ダグラス・ペナント (Violet Douglas-Pennant), 1918年5月 - 9月
- ヘレン・グイン・ボーン (Helen Gwynne-Vaughan), 1918年9月 - 1920年

## 准将
- フェリシティ・ピーク (Felicity Peake) 准将, 1949-1950
- ナンシー・サーモン (Nancy Salmon) 准将, 1950-1956
- ヘンリエッタ・バーネット (Henrietta Barnett) 准将, 1956-1959
- アン・スティーブン (Anne Stephens) 准将, 1959-1962
- ジャン・コナン・ドイル准将, 1962-1966
- フェリシティ・ヒル准将,1966-69
- フィリップ・マーシャル准将,1969-73
- モリー・アロット准将、1973-76
- ジョイ・タンブリン准将,1976-80
- ヘレン・レントン准将,1980-86
- シャーリー・ジョーンズ准将,1986-89
- ルース・モンターグ准将,1989-94